# بيلي غابور
بيلي غابور (بالإنجليزية: Billy Gabor)‏ مواليد 13 مايو 1922 في بينغامتون، هو لاعب كرة سلة أمريكي معتزل. بدأ مسيرته الاحترافية في سنة 1948. تم اختياره من قبل فريق سكرامنتو كينغز خلال الدرافت. يبلغ طوله 5 قدم 11 بوصة (1.8 م). اعتزل اللعب في 1955. فاز بلقب دوري إن بي إيه. أحرز خلال مسيرته في الإن بي إيه 2997 نقطة بمعدل 9.8 نقاط في المباراة الواحدة.

## روابط خارجية
- بيلي غابور على موقع إن بي أي (الإنجليزية)
- بيلي غابور على موقع سبورتس رفرنس (الإنجليزية)
- بيلي غابور على موقع كلية كرة السلة في سبورتس رفرنس.كوم (الإنجليزية)
- بيلي غابور على موقع ريلجم (الإنجليزية)
- بيلي غابور على موقع بروبوليرز (الإنجليزية)
- بيلي غابور على موقع سبورتس رفرنس (الإنجليزية)